# Mastax ornatella
Mastax ornatella é uma espécie de carabídeo da tribo Brachinini, com distribuição na África do Sul, Angola, Namíbia e Zimbabwe.